# Irakutredningen

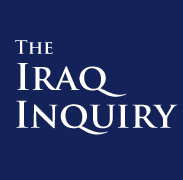
Irakutredningens logotyp.

Irakutredningen eller Chilcotutredningen (engelska: Iraq Inquiry eller Chilcot Inquiry) är en utredning som tillkännagavs 2009 för att granska Storbritanniens roll i Irakkriget. Resultatet, Chilcotrapporten, presenterades i juli 2016.
Rapporten var mer fördömande än väntat och sade att Saddam Hussein inte utgjorde något omedelbart hot mot brittiska intressen, att underrättelser om massförstörelsevapen lades fram med för hög bestämdhet, att fredliga alternativ till krig inte hade uttömts, att Storbritannien och USA underminerade FN:s säkerhetsråd, att processen för att identifiera krigets legalitet var långt ifrån tillfredsställande och att Irakkriget i mars 2003 var onödigt.
Utredningens ordförande John Chilcot sade när rapporten presenterades att den inledande militära insatsen var lyckad och att det var efterdyningarna av invasionen som var det stora misslyckandet. Att Storbritannien inte var förberett att ta ansvar för det som sedan hände.

## Mottagande
Efter att rapporten hade presenterats, höll den tidigare premiärministern Tony Blair ett två timmar långt försvarstal där han tog på sig ansvaret för de misstag som begåtts enligt rapporten men sade också att rapporten inte anklagar honom för att medvetet ha ljugit och vilselett parlamentet och det brittiska folket och att han verkligen trodde att Saddam Hussein hade kemiska och biologiska vapen. Han höll fast vid att det var rätt att invadera Irak.
Premiärminister David Cameron sade i parlamentet att man behöver dra slutsatser och lärdomar av de systemfel som rapporten påpekar kring förankring och bred konsultation i regeringskretsen vid så stora beslut.
Rapporten kan också leda till reformer för militären, vars planering var undermålig, och ett mer kritiskt ifrågasättande av underrättelseinformation.

## Om rapporten
Rapporten, som innehåller 2,6 miljoner ord, blev kraftigt försenad.